# Julebæk
Julebæk er et mindre kystområde på Sjællands nordkyst mellem Helsingør og Hellebæk, lige hvor bækken fra den vanddrevne Hammermøllen i Hellebæk løber ud i stranden. Stedet er lokalt kendt som en tidligere god badestrand. Ved strandvejen i udkanten af Teglstrup Hegn ligger restaurationen Julebækhuset, og oppe på kystskrænten ligger den tidligere Hjemmeværns-politiskole, der i 1995 blev solgt til Tvind.
Hvor Helsingør-Hornbæk-Gilleleje Banen kører gennem Teglstrup Hegn lå et nu nedlagt trinbræt – Julebæk, hvorfra der var 5-10 minutters gang gennem skoven til badestranden.
Julebæk er nævnt i et digt om Julemanden Julle i en ABC af Halfdan Rasmussen, der boede i dette hjørne af Sjælland og af og til brugte lokale stednavne i sine digte.
Julebæk Fyr er en lille bygning på strandsiden af strandvejen. Det er et såkaldt vinkelfyr og grundet Øresunds ringe bredde, har det ikke været nødvendigt at hæve fyret væsentligt over havoverfladen. Fyret er opført i 1925.
56°03′48″N 12°34′04″Ø / 56.0632°N 12.5679°Ø